# Naturschutzgebiet Eidmecketalsystem

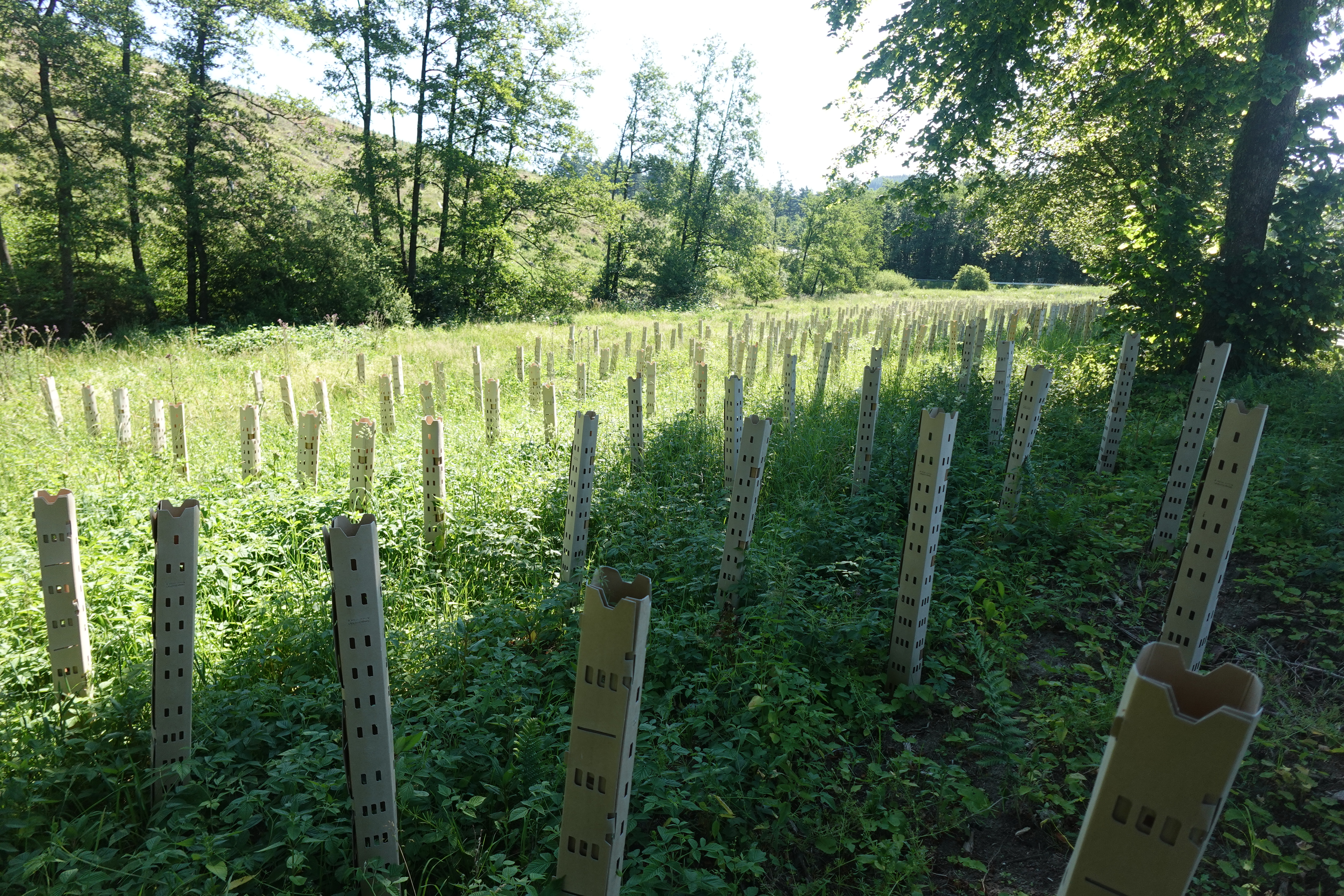
Aufforstung Wiesental mit Erlen westlich der L 776

Das Naturschutzgebiet Eidmecketalsystem mit einer Größe von 29,59 ha liegt im Arnsberger Wald nördlich von Nuttlar im Gemeindegebiet von Bestwig. Das Gebiet wurde 2008 mit dem Landschaftsplan Bestwig durch den Hochsauerlandkreis als Naturschutzgebiet (NSG) ausgewiesen. Das NSG wird durch die L 776 in einen großen Westteil und einen kleinen Ostteil geteilt. Östlich des Naturschutzgebietes schließt sich eine Teilfläche des Landschaftsschutzgebietes Talsystem des Schlebornbachs an. Nach etwa 100 Meter kommt am Bach das Naturschutzgebiet Schlebornbach / Düstere Siepen. Dort fließt die Eidmecke (andere Schreibweise Eitmecke) in den Schlebornbach, welcher bei Nuttlar in die Ruhr mündet.

## Gebietsbeschreibung
Beim NSG handelt es sich um das Eidmecketalsystem mit Bruchwaldrelikten. Neben der Eidmecke werden vier Nebenbäche mit ihren Quellen vom NSG erfasst. Beim Bruchwald handelt es sich um Roterlenbruchwald. Am östlichen NSG-Teil finden sich Grünlandbereiche. Im NSG kommen seltene Tier- und Pflanzenarten vor.

## Schutzzweck
Das NSG soll das Eidmecketalsystem mit seinen Arten schützen.
Wie bei allen Naturschutzgebieten in Deutschland wurde in der Schutzausweisung darauf hingewiesen, dass das Gebiet „wegen der Seltenheit, besonderen Eigenart und Schönheit des Gebietes“ zum Naturschutzgebiet wurde.